# Rhodophthitus rudicornis
Rhodophthitus rudicornis is een vlinder uit de familie spanners (Geometridae). De wetenschappelijke naam van deze soort werd voor het eerst geldig gepubliceerd in 1898 door Arthur Gardiner Butler.
De soort komt voor in tropisch Afrika.